# Walter Binder (Künstler)
Walter Binder (* 1. August 1909 in Zürich; † 15. Juli 1968 ebenda) war ein Schweizer Holzschneider, Illustrator, Gebrauchsgrafiker, Buchgestalter und Lehrer an der Kunstgewerbeschule Zürich.

## Leben und Werk
Nach einer Lehre als Reklamezeichner besuchte Binder zur weiteren grafischen Ausbildung die Kunstgewerbeschule Zürich. In den Jahren 1930/1931 war er als Gebrauchsgrafiker in Berlin tätig. Nach seiner Rückkehr wirkte Binder in Zürich als Gebrauchsgrafiker. Es folgten Studienaufenthalte in Frankreich und Italien. Ab 1940 wandte sich Binder der Buchgestaltung und der Illustration und in der Folge der freien Grafik zu. 
Ab 1941 war er Lehrer an der Kunstgewerbeschule Zürich. Walter Binder war seit 1945 mit der Weberin, Zeichnerin und Grafikerin Lili Binder verheiratet.